# Панде, Дамодар
Дамодар Панде (непальск. दामोदर पाँडे; 1752 — 13 марта 1804, Бхадракали, Катманду, Непал) — непальский государственный деятель, первый премьер-министр Непала.

## Биография
Дамодар Панде родился в 1752 году в семье Калу Панде. Он принадлежал к индуистской семье Чхетри. Его старшим братом был Вамшарадж Панде. У него было пятеро сыновей, среди которых Рана Джанг Панде, 4-й премьер-министр Непала.
Панде был одним из командиров во время тибетско-непальской войны.

## Смерть
13 марта 1804 года Дамодар Панде был обезглавлен вместе со своими двумя старшими сыновьями Ранкешаром и Гаджкешаром после того, как он был заключён в тюрьму в Бхадракали.